# Aquetegui

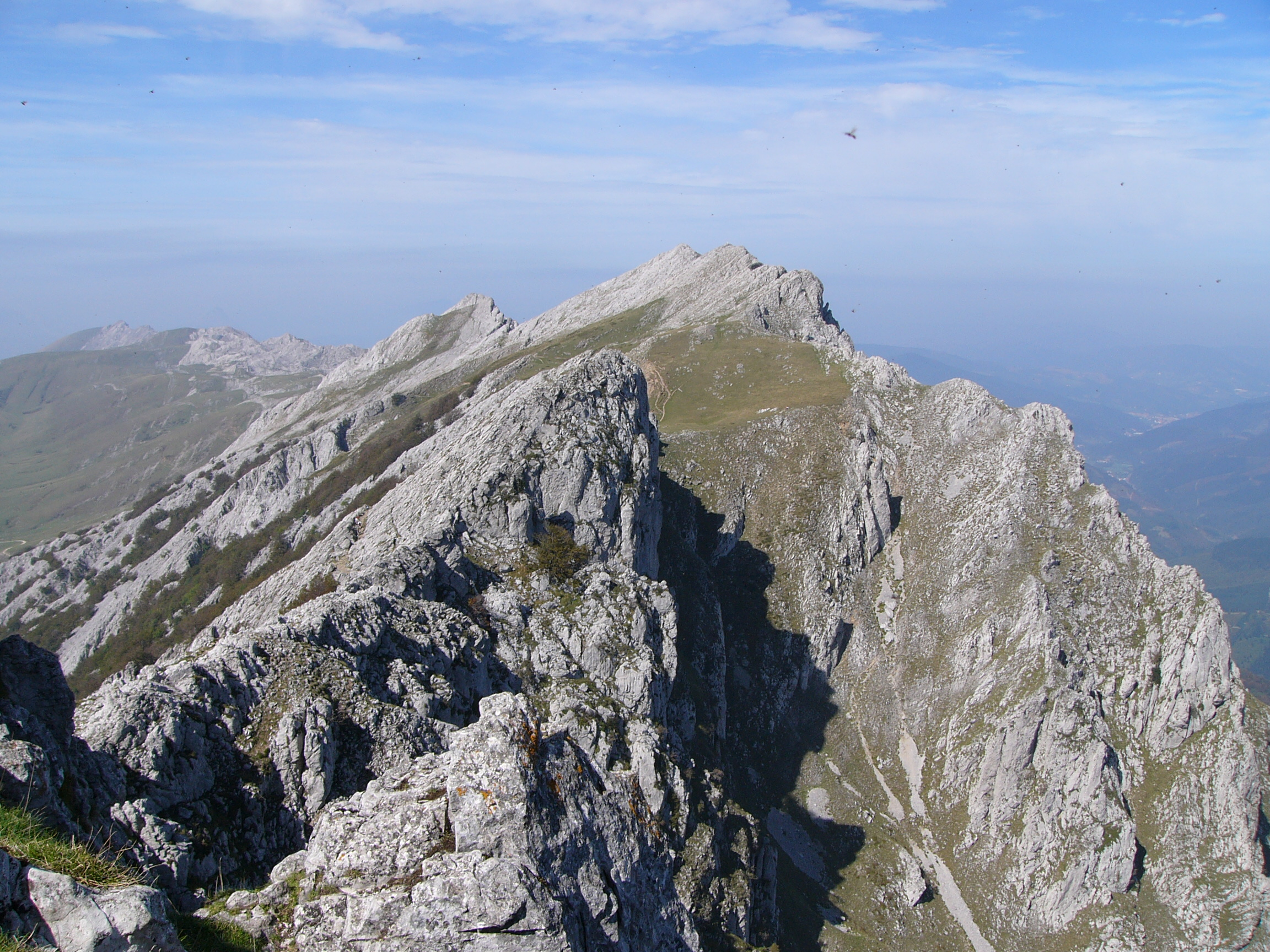
Las cumbres de la sierra de Aizcorri: el más bajo, en el centro a la izquierda, el Arbelaitz; a su derecha, los más altos, el Aizcorri y al lado el Aquetegui; en primer término, más bajo y empastado con estos dos últimos, el Aitzabal.

El Aquetegui (en euskera Aketegi) es una montaña de 1551 m s. n. m. de altitud perteneciente a los montes vascos. Está situado en Cegama, Guipúzcoa, País Vasco (España). A escasos metros de la cima se halla otra sobre la que se ha ubicado un vértice geodésico, que recibe el nombre de  Aquetegui vértice, y tiene una altitud de 1548 m s. n. m. Este hecho ha llevado a la confusión de nombres.
Situado en la sierra de Aizcorri y es la cota más alta de ella y de todo el territorio vasco. El punto donde se ubica el vértice geodésico, Aquetegi vértice, con sus 1548,2 m s. n. m. es el segundo más elevado. En la crestería del Aizcorri hay siete cumbres que superan los 1500 m s. n. m.; estas son  Arbelaiz (1506 m s. n. m.), Iraule  (1507 m s. n. m.), Aquetegi (1551 m s. n. m.), Aquetegui vértice (1548 m s. n. m.), Illarrabeltxe (1533 m s. n. m.), Aitxuri (1508 m s. n. m.) y Aizcorri (1523 m s. n. m.).
En los últimos años esta montaña se ha identificado incorrectamente como Aitxuri, pero esta cumbre es la que está justo antes del Aizcorri.
La cota de 1551 m s. n. m. es la más alta de todo el País Vasco, desde las estribaciones de la cordillera Cantábrica hasta los Pirineos. La importancia de este pico viene dada por su prominencia, que es de 943 m y lo califican como el número 36 de los montes peninsulares.
Al norte del Aquetegi está la morada de Mari, llamada también la «Dama de Aketegi» o «Aketegiko Dama», morada que comparte con la de Anboto, pico que llega a divisarse al oeste. En su cumbre hay un hito de un vértice geodésico de primer orden.

Tomada en 1946 por Indalecio Ojanguren.

## Descripción
Como el resto de la sierra, el Aquetegui es una mole caliza que se alza sobre las campas de Urbía y, estas sobre el santuario de Aránzazu. A sus pies, por el lado norte, está la comarca guipuzcoana del Goyerri, desde la cima del Aquetegui se divisan los pueblos, con Cegama en primer término, que la conforman. Las vías del ferrocarril Irún-Madrid son una referencia en el paisaje, tanto visual como acústicamente.
En la cara norte, a 1495 metros de altitud sobre el nivel del mar, se encuentra una cueva de unos 65 metros de longitud y con un desnivel de 33 metros, citada en 1884 por Adán de Yarza y explorada por Corcóstegui en 1943. En esa exploarción se encontraron algunos restos óseos de Ursus espaleous y Ursus arctos.
La crestería entre el Aloña y el Aizcorri se unen en el paso de Biozkornia, que popularmente es denominado  «los Doce Apóstoles», en euskera Hamabi Apostoluak.

## Mitología
La mitología vasca fija una de las moradas principales de la diosa Mari en la sierra del Aizcorri. Ese lugar es la cueva que se ubica en la cara norte del Aquetegui. 
Según la creencia que radicada en Cegama, Mari acude a su casa del Aquetegui cada 6 años y está en ella otros 3. Dicen que en esa cueva, Mari, tiene camas de oro puro y suele haber un delicioso aroma a pan recién cocido por toda la zona.

## Ascensos
Son muchas las rutas de ascenso a esta montaña, casi todas comunes al Aizcorri.
- Desde el alto de Otzaurte.

Desde el puerto de Otzaurte, a 671 m s. n. m. de altitud se parte por una pista que se dirige al colado de Beunda, donde hay una majada de pastores y un área de esparcimiento. Cruzando la ladera sur del Añabasolo, por la derecha, se llega al paraje de Aldaola (832 m s. n. m.) sobre la cresta que une Añabaso con Aizcorri, desde donde alcanzamos el paso de San Adrián, cuya altitud es de 1008 m s. n. m. donde vemos en el interior del túnel la ermita de San Adrián. Seguimos hacia la fuente de Lizarrate y, antes de llegar nos desviamos a la derecha para comenzar el ascenso a la cumbre del Aizcorri, junto al pequeño túmulo, también, llamado San Adrián. El ascenso se hace entre hayas hasta cerca de la cima por una fuerte pendiente. Este recorrido se llama «El Calvario», aunque su nombre original es Mandobide. Hay una variante que parte de la ermita del Sancti Spiritus, a 969 m s. n. m. de altitud, y que se ubica antes de llegar al túnel de San Adrián. Seguimos la crestería, hacia el oeste, hasta, después de pasar Kanalaundi, encontrar la cumbre del Aquetegui.
- Desde Aránzazu.

Una vez que nos encontremos en Aránzazu (731 m s. n. m.) se asciende a Urbía por un buen y descansado camino muy marcado. La entrada a las campas de Urbía se realiza por el collado de Elorrola (1161 m s. n. m.), que guardan las peñas de Zabalaitz (1262 m s. n. m.) por la derecha y Enaitz (1301 m s. n. m.) por la izquierda. Se sigue el sendero entre la línea de árboles que lo rodean y se llega a la ermita y poco más adelante a la fonda, que invita a tomarse un descanso.
La crestería se abre sobre las campas, al norte, y se puede ascender por su lado oeste, tomando la dirección al dolmen de Aizkorritxo, para, recorriéndola, llegar al Aizcorri. De esta forma pasaremos por el Aitxuri (1508 m s. n. m.) y, de allí al Aquetegui.
- Desde Cegama.

Partiendo de Cegama (296 m s. n. m.) subimos a la estación del ferrocarril y de allí tomamos el camino hacia el collado de Intzuzaeta y de allí, por la izquierda, siguiendo la ruta de Andreaitz accedemos a la cresta. Cuando lleguemos al paso de Andreaitz (1324 m s. n. m.) vamos hacia Urbía y giramos a la izquierda, rodeando el pico Andreaitz (1434 m s. n. m.) llegamos al collado Lugaitze, desde donde comenzamos el recorrido por la crestería hasta la cima del Aizcorri, pasando por el Aquetegui.
- Desde Araya

Para ascender desde Araya se sigue la ruta del Aratz para desviarnos a san Adrián y de allí subir al Aizcorri, como ya se ha indicado anteriormente. Para ellos nos dirigimos hacia los restos de la fundición Ajuria y tomamos un camino a la izquierda (la cuesta de las vagonetas) que asciende hasta las canteras de la peña de San Miguel y desde allí, rodeado las canteras ascendemos a la fuente de Iturriotz (1050 m s. n. m.) para ganar el claro, donde se ubica la cabaña de Azkosaroi. De aquí dejamos el sendero que va al Aratz para dirigirnos al túnel de San Adrián y, de allí al Aitzgorri. Siguiendo la crestería, después de pasar Kanalaundi llegamos al Aquetegui.
Tiempos de accesos: 
- Aránzazu (2 h 30 min).
- Otzaurte (3 h 30 min).
- Cegama (3 h 00 min)